# Coppa del Mondo femminile di pallavolo
La Coppa del Mondo è una competizione pallavolistica per squadre nazionali femminili, organizzata con cadenza quadriennale dalla FIVB.

## Edizioni
| Edizione      | Edizione      | Podio            | Podio            | Podio            |
| Anno          | Organizzatore | Campione         | Seconda          | Terza            |
| ------------- | ------------- | ---------------- | ---------------- | ---------------- |
| 1973 Dettagli | Uruguay       | Unione Sovietica | Giappone         | Corea del Sud    |
| 1977 Dettagli | Giappone      | Giappone         | Cuba             | Corea del Sud    |
| 1981 Dettagli | Giappone      | Cina             | Giappone         | Unione Sovietica |
| 1985 Dettagli | Giappone      | Cina             | Cuba             | Unione Sovietica |
| 1989 Dettagli | Giappone      | Cuba             | Unione Sovietica | Cina             |
| 1991 Dettagli | Giappone      | Cuba             | Cina             | Unione Sovietica |
| 1995 Dettagli | Giappone      | Cuba             | Brasile          | Cina             |
| 1999 Dettagli | Giappone      | Cuba             | Russia           | Brasile          |
| 2003 Dettagli | Giappone      | Cina             | Brasile          | Stati Uniti      |
| 2007 Dettagli | Giappone      | Italia           | Brasile          | Stati Uniti      |
| 2011 Dettagli | Giappone      | Italia           | Stati Uniti      | Cina             |
| 2015 Dettagli | Giappone      | Cina             | Serbia           | Stati Uniti      |
| 2019 Dettagli | Giappone      | Cina             | Stati Uniti      | Russia           |
| 2023 Dettagli | Giappone      | Turchia          | Brasile          | Giappone         |

## Medagliere
| Pos. | Squadra          | 1º posto | 2º posto | 3º posto | Totale |
| ---- | ---------------- | -------- | -------- | -------- | ------ |
| 1    | Cina             | 5        | 1        | 3        | 9      |
| 2    | Cuba             | 4        | 2        | 0        | 6      |
| 3    | Italia           | 2        | 0        | 0        | 2      |
| 4    | Giappone         | 1        | 2        | 1        | 4      |
| 5    | Unione Sovietica | 1        | 1        | 3        | 5      |
| 6    | Turchia          | 1        | 0        | 0        | 1      |
| 7    | Brasile          | 0        | 4        | 1        | 5      |
| 8    | Stati Uniti      | 0        | 2        | 3        | 5      |
| 9    | Russia           | 0        | 1        | 1        | 2      |
| 10   | Serbia           | 0        | 1        | 0        | 1      |
| 11   | Corea del Sud    | 0        | 0        | 2        | 2      |